# È finita la pace
È finita la pace è il settimo album in studio del rapper italiano Marracash, pubblicato il 13 dicembre 2024 dall'etichetta Island Records.

## Antefatti e descrizione
Successivamente alla pubblicazione del sesto album in studio Noi, loro, gli altri nel 2021, il rapper ha preso una pausa discografica per aver sofferto di un esaurimento nervoso. Nel corso del 2024 ha iniziato a scrivere e produrre nuovi brani, concludendo il nuovo progetto discografico nella seconda settimana del dicembre 2024.
È finita la pace è concepito come il terzo e ultimo capitolo della trilogia di album comprendente Persona (2019) e Noi, loro, gli altri (2021), che ha visto il rapper partire da un'analisi introspettiva per passare a una critica della società e politica italiana, oltre che del mercato discografico italiano. L'album esplora inoltre temi come il capitalismo esasperato, i problemi relazionali moderni, e la disconnessione tra generazioni, mantenendo un approccio mai superficiale.
L'album, senza artisti ospiti a differenza dei precedenti album di Marracash, si compone di tredici tracce, scritte e composte dallo stesso rapper, con la collaborazione nella produzione e scrittura dei brani di Zef e Marz (come è accaduto nel precedente Noi, loro, gli altri) e un'unica coproduzione di Fritz da Cat. L'album presenta inoltre quattro campionamenti: Last Men Standing, composta da Gian Franco Reverberi e Gian Piero Reverberi (dal film Preparati la bara!), Firenze (canzone triste) di Ivan Graziani, Uomini soli dei Pooh e dell'opera lirica Madama Butterfly di Giacomo Puccini.

## Pubblicazione
L'album è stato pubblicato a sorpresa alle 7 del mattino del 13 dicembre 2024 in formato digitale e streaming. Le edizioni fisiche del disco sono state rese disponibili dal 24 gennaio 2025.

## Copertina
La copertina dell'album è stata ideata da Mecna rappresenta una bolla come metafora dell'individuo umano rispetto alla società; il rapper ha spiegato il suo significato nel corso di una conferenza stampa:

## Accoglienza
| Recensione           | Giudizio |
| -------------------- | -------- |
| Newsic               | 8/10     |
| Rockit               | Positivo |
| Rockol               | 8/10     |
| Rolling Stone Italia | Positivo |
| All Music Italia     | Positivo |

L'album è stato acclamato dalla critica. Giovanni Robertini di Rolling Stone Italia apprezza la capacità del rapper di rendere «accessibile un discorso piuttosto complesso», descrivendolo come l'ultimo capitolo della trilogia iniziata con Persona scrivendo che Marracash «è passato dall'auto-fiction, dal racconto della sua vita e dei suoi guai, a un romanzo sociale godibile e avvincente per i suoi coetanei», associandolo ai progetti di Kendrick Lamar.
Claudio Cabona, di Rockol, definisce il progetto un «disco oscuro, che ingloba la realtà e la risputa, attraverso il filtro della poesia e della musica, esattamente per quello che è: un gomitolo, qualche cosa di intricato.» e riconosce il messaggio ispirazione che contiene a suo interno: «diventa ciò che sei». Afferma infine che si tratta di uno degli album dell'anno, tuttavia non il migliore della trilogia, scrivendo poi che però «quello che rappresenta È finita la pace, un manifesto vero e personale in un'epoca di copia-incolla e produzione industriale, è forse più importante della qualità delle canzoni.»

## Tracce
Testi di Fabio Rizzo, musiche di Alessandro Pulga e Stefano Tognini, eccetto dove indicato.
1. Power Slap – 3:17
2. Crash – 4:07 (musica: Pulga, Tognini, Alessandro Civitelli)
3. Gli sbandati hanno perso – 3:14
4. È finita la pace – 2:58 (musica: Pulga, Tognini, Ivan Graziani)
5. Detox / Rehab – 3:56
6. Soli – 3:35 (musica: Pulga, Tognini, Camillo Ferdinando Facchinetti - testo sola parte campionata:  Valerio Negrini)
7. Mi sono innamorato di un AI – 3:50 (musica: Pulga, Tognini, Chiara Floris)
8. Factotum – 3:45
9. Vittima – 3:25
10. Troi* – 3:09
11. Pentothal – 3:47
12. Lei – 3:43
13. Happy End – 3:36

## Formazione
- Marracash – voce
- Marz – produzione
- Zef – produzione
- Andrea Suriani - missaggio, mastering
- Fritz da Cat – produzione (traccia 2)
- Ivan Graziani – voce aggiuntiva (traccia 4; non accreditata)
- Stefano D'Orazio (Pooh) – voce aggiuntiva (traccia 6; non accreditata)
- Bluem – voce aggiuntiva (traccia 7; non accreditata)

## Successo commerciale
L'album ha debuttato in vetta alla classifica FIMI album e ha mantenuto la prima posizione per cinque settimane, di cui le prime quattro consecutive, oltre a presentare otto delle tredici tracce del disco tra le prime dieci posizioni della classifica dei singoli, con il brano Gli sbandati hanno perso alla prima.

## Classifiche

### Classifiche settimanali
| Classifica (2024) | Posizione massima |
| ----------------- | ----------------- |
| Italia            | 1                 |

### Classifiche di fine anno
| Classifica (2024) | Posizione |
| ----------------- | --------- |
| Italia            | 81        |